# Лиерне
Лиерне (норв. Lierne) — коммуна в губернии Нур-Трёнделаг в Норвегии. Административный центр коммуны — город Нурли. Официальный язык коммуны — нейтральный. Население коммуны на 2007 год составляло 1480 чел. Площадь коммуны Лиерне — 2962,03 км², код-идентификатор — 1738.

## История населения коммуны
Население коммуны за последние 60 лет.